# Eburodacrys flexuosa
Eburodacrys flexuosa là một loài bọ cánh cứng trong họ Cerambycidae.